# Orestida
Orestida (gr. Δήμος Ορεστίδος, Dimos Orestidos) – gmina w Grecji, w administracji zdecentralizowanej Epir-Macedonia Zachodnia, w regionie Macedonia Zachodnia, w jednostce regionalnej Kastoria. W 2011 roku liczyła 11 802 mieszkańców. Powstała 1 stycznia 2011 roku w wyniku połączenia dotychczasowych gmin Orestida i Ion Dragumis. Siedzibą gminy jest Argos Orestiko.